# Снайперська гвинтівка укорочена
Снайперська гвинтівка укорочена (рос. Снайперская винтовка укороченная) — снайперська гвинтівка конфігурації буллпап розроблена на основі снайперської гвинтівки Драгунова в 1970-х роках в ЦКДБ СМЗ конструктором Л. В. Бондаревим.

## Історія
Розробка укороченої снайперської гвинтівки на базі СГД, призначеної для десантних військ, почалася в ЦКДБ СМЗ в 1970-х роках, проте до промислового виробництва справа тоді не дійшла. На початку 1990-х гвинтівку запропонували Міністерству внутрішніх справ РФ як снайперську зброю для міських умов. МВС РФ прийняло СГУ на озброєння, а також зажадало розробити варіант з можливістю стрільби безперервними чергами (СГУ-А після прийняття на озброєння).

## Опис
За купчастості стрільби на малі та середні відстані СГУ приблизно аналогічна СГД. Стрільба чергами в СГУ-А і СГУ-АС — призначена тільки для надзвичайних випадків (наприклад, в ближньому бою, що створює реальну загрозу життю снайперу), оскільки використання потужного набою і невелика маса гвинтівки призводять до значного відбою при стрільбі чергами, а невеликий магазин не дозволяє вести тривалий вогонь.
Внутрішній устрій гвинтівки в цілому аналогічний СГД, за винятком рішень, що випливають з використовуваного компонування, наприклад, довгої тяги, що з'єднує ударно-спусковий механізм і спусковий гачок. У СГУ-А і СГУ-АС використано модифікований ударно-спусковий механізм, що дозволяє вести стрільбу як поодинокими пострілами (при короткому натисканні на спусковий гачок), так і чергами (при натисканні до упора або при увімкненні спеціального перемикача). Ствол оснащений масивним дульним гальмом — полум'ягасником.
Фурнітура виконана з поліаміду.

## Варіанти
- СГУ (СВУ) — базовий варіант.
- СГУ-А (СВУ-А) — варіант з можливістю стрільби чергами.[2]
- СГУ-АС (СВУ-АС) — варіант СГУ-А, що має двоногі сошки, що кріпляться до ствольної коробки за допомогою спеціального кронштейну. Завдяки шарніру, їх можна повертати на 90 градусів для опори об стіну або дерево. Телескопічні сошки мають 4 регулювання по висоті (найбільша — 320 мм).[3]